# はるヲうるひと
『はるヲうるひと』は2019年の日本のドラマ映画。監督は本作が2作目の映画監督作品となる佐藤二朗で、出演は山田孝之と仲里依紗など。日本での劇場公開は2021年6月4日。R15+指定。
原作は佐藤が主宰する演劇ユニット「ちからわざ」で2009年に初演した同名舞台劇で、自ら脚色を担当し、約5年の歳月を要して映画化にこぎつけた。佐藤によれば「架空の島の売春宿で、生きる手触りが掴めず、死んだ様に生きる男女が、それでも生き抜こうともがく壮絶な闘いのおはなし」であり、本人も主人公の腹違いの兄役で出演している。また、原作となった舞台版からは今藤洋子、笹野鈴々音、太田善也、大高洋夫、兎本有紀らが出演している。
2019年10月16日に第35回ワルシャワ国際映画祭で初上映された。

## ストーリー
架空の島の置屋「かげろう」。次男の得太と妹のいぶきは先代の妾の子で、正妻の子で現在の当主である兄の哲雄につらく当たられている。一方、娼婦たちは苛酷な生活を強いられている。先代当主は妾と心中し、それを目撃した正妻は自殺したとされ、そのために哲雄は得太らにつらく当たるのだとされている。哲雄はある時いぶきにフェラチオをさせ、得太との諍いに発展する。その時得太は心中事件の真相を口にする。実は正妻と妾はかねてより愛し合っており、それを得太は何度も目撃していたのである。心中は女2人が起こしたものであり、先代当主はそれを目撃して自殺、息絶える前に得太に事実を伏せるようにきつく言い聞かせていたのである。
娼婦の1人が常連客の男と結婚して「かげろう」を辞めることになる。得太といぶきは亡き母の思い出を胸に大声で叫ぶ。自分の仕事を恥じていた新入りの若い娼婦はようやく自分を「春を売る人」と言えるようになる。

## キャスト
- 真柴得太：山田孝之 - 真柴家の次男。置屋「かげろう」の呼び込み兼娼婦たちの世話係。
- 真柴いぶき：仲里依紗 - 真柴家の長女。得太の実妹。長年、持病で床に伏している。
- 柘植純子：今藤洋子 - 「かげろう」の娼婦でムードメーカー。勝気でいぶきと衝突。
- 村松りり：笹野鈴々音 - 「かげろう」の娼婦。癒し系。
- 近藤さつみ：駒林怜 - 「かげろう」の新人娼婦。内気。
- ユウ：太田善也 - 「かげろう」の客。ミャンマー出身で薬局勤務。りりに執心。
- 三田：向井理 - 「かげろう」の客。都会から出張で島に来た男。
- 桜井峯：坂井真紀 - 「かげろう」で最も古株の娼婦。姉御肌。
- 真柴哲雄：佐藤二朗 - 真柴家の長男。得太の腹違いの兄。「かげろう」の主人。粗暴。
- 義雄：大高洋夫 - 得太たちの父親。「かげろう」の先代。
- 清美：兎本有紀 - 哲雄の母親で義雄の正妻。容姿端麗で穏やか。
- 日焼けのオッチャン：市川しんぺー
- 良太：大水洋介（ラバーガール）- 島にやってきた観光客。

## スタッフ
- 原作・脚本・監督：佐藤二朗
- 製作総指揮：吉田尚剛
- 製作：永森裕二、松井智
- プロデューサー：飯塚達介、向井達矢
- ラインプロデューサー：尾関玄
- キャスティングディレクター：杉野剛
- 音楽：遠藤浩二
- 脚本協力：城定秀夫
- 撮影：神田創
- 照明：丸山和志
- 美術：坂本朗
- 録音：小林武史
- 編集：難波智佳子
- 音響効果：柴崎憲治
- スタイリスト：前田勇弥
- ヘアメイク：清水美穂
- 助監督：杉岡知哉
- 制作担当：中村元
- アシスタントプロデューサー：小林有希
- 配給協力：REGENTS
- 制作プロダクション：ラインバック
- 企画・配給：AMGエンタテインメント
- 製作：「はるヲうるひと」製作委員会（AMGエンタテインメント、ハピネット）

## 製作
佐藤は映画の制作資金を集める際に「『自身と山田のコンビならコメディでなければ出資できない』と多くの人に言われた」と語った他、主演の山田の新たな一面として「どうしようもないチンピラ」役の「弱っちくて泣き虫でバカ」な演技を見せたいとしている。

## 公開
2019年10月に開催された第35回ワルシャワ国際映画祭の1-2コンペティション部門（長編監督2作目までの部門）に正式出品された。
日本では当初2020年5月15日に公開予定だったが、新型コロナウイルスの感染拡大により公開延期となり、改めて2021年6月4日に公開された。